# ان‌جی‌سی ۷۰۳۴
ان‌جی‌سی ۷۰۳۴ (انگلیسی: NGC 7034) یک کهکشان بیضوی است که در فاصله ۳۸۰ میلیون سال نوری از زمین در صورت فلکی اسب بزرگ واقع شده است. این کهکشان بخشی از یک جفت کهکشان است که شامل کهکشان نزدیک ان‌جی‌سی ۷۰۳۳ است. کهکشان NGC 7034 توسط ستاره شناس آلبرت مارت در ۱۷ سپتامبر ۱۸۶۳ کشف شد.